# 小行星2253
小行星2253（2253 Espinette）是一颗绕太阳运转的小行星，为火星轨道穿越小行星。该小行星于1932年7月30日发现。

## 轨道参数
小行星2253的轨道半长轴为2.2837696 UA，离心率为0.278。